# لازلو الثاني ملك المجر
لازلو الثاني (المجرية: II. László؛ الكرواتية والسلوفاكية: Ladislav II "لاديسلاف"؛ 1131- 14 يناير 1163)؛ كان ملك المجر وكرواتيا بين 1162 و1163 بعد أن اغتصب العرش ابن أخيه إسطفان الثالث.
حصل لازلو على لقب دوق البوسنة من والده بيلا الثاني ملك المجر عند بلوغه السادسة لكنه لم يحكم المقاطعة أبدًا، وبدلاً من ذلك في حوالي عام 1160 اتبع شقيقه الأصغر إسطفان واستقروا في القسطنطينية، لكن كلاهما كانا سيعودان إلى المجر بعد وفاة شقيقهما الأكبر غيزا الثاني ملك المجر في عام 1162 وكانت عودتهم مدعومة من قبل البيزنطيين، بحيث حاول الإمبراطور مانويل الأول كومنينوس استخدم عودتهم للمحاولة توسيع سيادته على المجر، في البداية كان الإمبراطور يخطط لمساعدة شقيقه إسطفان في الاستيلاء على العرش، ولكن اللوردات المجريين كانوا على استعداد لقبول لازلو ملكًا ضد ابن الراحل غيزا الثاني إسطفان الثالث الذي تم تتويجه قبل ستة أسابيع.
على الرغم من أن لوكاس رئيس أساقفة ازترغوم المؤيد المخلص لهذا الأخير، رفض تتويج لازلو وقام أيضا بحرمانه كنسياً، بذلك توج من قبل ميكو رئيس أساقفة كالوتشا، أهم ما يميز عهده القصير هو إعطاء ثلث المملكة لشقيقه الأصغر إسطفان وأعطى له لقب أوروم (يعني لقب "منْ سيخلفه")؛ حاول لازلو التصالح مع خصومه وأطلق سراح رئيس الأساقفة لوكاس في عيد الميلاد بناءً على طلب البابا ألكسندر الثالث، ومع ذلك لم يخضع رئيس الأساقفة له واستمر في دعم إسطفان الثالث، الذي عاد إلى المجر واحتل بريسبورغ (براتيسلافا حاليًا في سلوفاكيا)؛ لم يحاول لازلو الهجوم على ابن أخيه في بريسبورغ، ولكنه اكتفى بسجن رئيس الأساقفة لوكاس مرة أُخرى، توفي لازلو في يوليو 1162 بعد غضون ستة أشهر من تتويجه، وخلفه شقيقه الأصغر إسطفان الرابع الذي حاول الكفاح ضد ابن شقيقه إسطفان الثالث المدعوم من قبل النبلاء المجريين والألمان إلا أن خسر العرش فعلياً مع يونيو 1163 بعد هزيمته، وتوفي مدلولاً في المنفى بعد عامين من ذلك.